# Флор-да-Серра-ду-Сул
Флор-да-Серра-ду-Сул (порт. Flor da Serra do Sul) — муниципалитет в Бразилии, входит в штат Парана. Составная часть мезорегиона Юго-запад штата Парана. Входит в экономико-статистический микрорегион Франсиску-Белтран. Население составляет 4936 человек на 2006 год. Занимает площадь 254,886 км². Плотность населения — 19,4 чел./км².

## История
Город основан 1 января 1993 года.

## Статистика
- Валовой внутренний продукт на 2003 год составляет 54 100 727,00 реалов (данные: Бразильский институт географии и статистики).
- Валовой внутренний продукт на душу населения на 2003 год составляет 10 835,32 реалов (данные: Бразильский институт географии и статистики).
- Индекс развития человеческого потенциала на 2000 год составляет 0,732 (данные: Программа развития ООН).

## География
Климат местности: субтропический. В соответствии с классификацией Кёппена, климат относится к категории Cfb.